# Kierownik projektu
Kierownik projektu (PM – project manager) – specjalista w dziedzinie zarządzania projektami. Jest odpowiedzialny za planowanie, realizację i zamykanie projektu. Podstawowym zadaniem kierownika projektu jest zapewnienie osiągnięcia założonych celów projektu, wytworzenie produktu spełniającego określone wymagania jakościowe. PM jest odpowiedzialny za efekt końcowy realizowanego projektu i musi być aktywny podczas wszystkich etapów projektu.
Kierownik projektu może kierować m.in. projektami w budownictwie, projektami informatycznymi, projektami telekomunikacyjnymi, projektami finansowymi.
Kierownik projektu to osoba odpowiedzialna za osiągnięcie założonych celów projektu. Do kluczowych jego obowiązków zaliczamy m.in. ogólne planowanie projektu, ustalenie standardów i zasad, opracowanie jasnych i osiągalnych celów projektu, określenie wymagań projektu, zarządzanie czasem, kosztami, zakresem i jakością.
W oparciu o wiedzę na temat przedsiębiorstwa, określa i realizuje wymagania klienta. Kierownik projektu zarządza przepływem informacji pomiędzy komitetem sterującym reprezentującym klienta a dostawcami, wytwórcami projektu. Negocjuje i współpracuje z firmami kooperującymi oraz dostawcami, a także współpracuje z zarządem. Prowadzi prezentacje i szkolenia na temat projektu. Realizacja założeń projektu uwzględniających ograniczenia czasu, kosztów i jakości wymaga znajomości wewnętrznych procedur stron, z którymi współpracuje PM oraz bliskiej współpracy z klientem i dostawcami.

## Rola kierownika projektu
Kierownik projektu, aby sprawnie zarządzać projektem i posiadanymi zasobami ludzkimi, często pełni wiele funkcji jednocześnie. Podstawowe funkcje osoby zarządzającej projektem:
- planowanie
- organizowanie
- motywowanie
- kontrolowanie
- komunikowanie

Kierownik projektu zajmuje się m.in. integracją, podejmowaniem decyzji oraz motywowaniem zespołu, odpowiada za komunikację w projekcie. Jest łącznikiem między zewnętrznymi i wewnętrznymi interesariuszami projektu. Kierownik projektu jest odpowiedzialny za poinformowanie wszystkich członków zespołu projektowego o zadaniach, które mają wykonać, o harmonogramie, budżecie projektu i jego celach. Trafiają do niego wszystkie raporty, notatki służbowe, wnioski, uwagi sponsora, a także skargi. Prowadzi negocjacje we wszystkich sprawach mających wpływ na wynik projektu.
Kierownik projektu jest osobą odpowiedzialną za zachęcania całego zespołu do pracy i wyznaczanie kierunków działania. Powinien on inspirować pozostałych członków zespołu, umacniać przekonanie o wartości projektu. Kierownik projektu odpowiada za zdobycie budżetu i zasobów dla projektu. Kontroluje posiadane zasoby finansowe. Ponadto musi być otwarty na zmiany, przygotowywanie nowych rozwiązań. Musi szybko reagować na problemy i odpowiednio obsługiwać zmiany, które mogą negatywnie wpłynąć na ostateczny wynik projektu.

## Uprawnienia
Uprawnienia kierownika projektu określa sponsor projektu. Zakres odpowiedzialności jest zwykle szeroki i może nie pokrywać się ze środkami przeznaczonymi na realizację projektu. Kierownik projektu powinien przeanalizować wykonalność ustalonego zakresu odpowiedzialności oraz możliwości realizacji tego zakresu. Wyniki analizy wykonalności powinny zostać przedstawione sponsorowi projektu.

## Obowiązki kierownika projektu
Kierownik projektu jest odpowiedzialny za zapewnienie komunikacji w zespole. Jego zadaniem jest upewnienie się, że wszyscy członkowie zespołu znają i wykonują swoje zadania. Obowiązki kierownika projektu mogą być różne, w zależności od branży. Do głównych jego zadań zaliczamy:
- przygotowanie struktury podziału pracy
- przygotowanie harmonogramu projektu
- planowanie budżetu
- wybór członków zespołu projektowego
- utrzymanie kontaktu z klientem, sponsorem
- monitorowanie statusu projektu
- odpowiednie motywowanie członków zespołu
- zarządzanie stronami zaangażowanymi w projekt
- zarządzanie zespołem projektowym
- zarządzanie ryzykiem projektu
- zarządzanie budżetem projektu
- zarządzanie konfliktami

Wymienione obowiązki kierownika projektu wskazują na wysokie wymagania dotyczące wiedzy, cech osobowości, umiejętności.

## Oczekiwane umiejętności
Cechy dobrego kierownika projektu możemy podzielić na cztery kategorie:
- kompetencje biznesowe,
- umiejętności związane z zarządzaniem technologicznym,
- umiejętności behawioralne i interpersonalne,
- pożądane cechy osobowe[1][3].

### Kompetencje biznesowe
- znajomość organizacji i branży
- znajomość zarządzania ogólnego: marketingu, księgowości, zawierania umów, zakupów, prawa, zarządzania personelem
- aktywne i ciągłe poszerzanie wiedzy oraz rozwijanie umiejętności podwładnych
- umiejętność szacowania budżetu
- umiejętność przewidywania czasu realizacji

### Umiejętności związane z zarządzaniem technologicznym
- znajomość przeprowadzania analiz technicznych
- znajomość języka angielskiego – większość dostępnej literatury, dokumentacji z zarządzania projektami jest w języku angielskim
- znajomość standardów prowadzenia projektów
- znajomości programów wspierających prowadzenie projektów

### Umiejętności behawioralne i interpersonalne
- wywieranie wpływu – umiejętność charakteryzująca przywódcę
- umiejętność komunikacji – precyzyjna i efektywna wymiana informacji z interesariuszami
- umiejętność aktywnego słuchania – zadawanie pytań w celu uzyskania wyjaśnień i przedstawianie tych samych treści w różny sposób
- umiejętność rozwiązywanie problemów i konfliktów
- umiejętność pracy z ludźmi i przekazywania im zadań
- wrażliwość na ludzkie słabości, potrzeby i pragnienia
- umiejętność walki ze stresem
- umiejętność szkolenia pracowników i udzielania im porad

### Pożądane cechy osobowe
- umiejętności przywódcze – zdolność kierownika do motywowania, przewodzenia zespołem projektowym
- umiejętność zarządzania – zarządzanie zasobami ludzkimi, finansowymi, intelektualnymi oraz efektywne administrowanie projektem
- umiejętności negocjacyjne
- efektywność – osiąganie oczekiwanych wyników
- asertywność
- perswazyjność
- otwartość
- umiejętność podejmowania decyzji
- myślenie w ogólnych kategoriach
- uczciwość
- inteligencja i niezależność myślenia
- przedsiębiorczość i konsekwencja w działaniu
- pewność siebie
- umiejętność efektywnej komunikacji
- dobra organizacja i dyscyplina